# Miss YOKOHAMADULT
『Miss YOKOHAMADULT YUKO HARA 2nd』（ミス・ヨコハマダルト・ユウコ・ハラ・セカンド）は、原由子の2作目のオリジナル・アルバム。1983年11月21日にCD・レコードで発売。発売元はタイシタレーベル。
1991年5月21日と1998年2月25日にCDで再発売されている。2016年12月12日からは主要配信サイトにてダウンロード配信、2019年12月20日からはストリーミング配信が開始されている。
本作のタイトルは正確には「YUKO HARA 2nd」も含んだものとなっているが、サブタイトルというよりは2ndアルバムであるという記述に留まっているため、ここでは省略する。

## 背景
前作から約2年7か月ぶりとなるソロのオリジナル・アルバム。本作はソロとしては初のヒットとなった4枚目のシングル曲「恋は、ご多忙申し上げます」が収録されている。
原の夫でありサザンオールスターズのボーカルを務める桑田佳祐が前作に引き続き全面プロデュースを行い、サポートメンバーとして原以外のサザンのメンバーも参加しており、サザンのサポートメンバーである斎藤誠も参加している。

## 収録曲
- 収録時間：47:59[4]

1. 夕方 Friend (4:31)
（作詞・作曲：原由子　編曲：桑田佳祐 & Head Arrangers）
2. Rimbaud（ランボオ） (4:55)
（作詞・作曲：桑田佳祐　編曲：桑田佳祐 & Head Arrangers　弦管楽器編曲：八木正生）
3. Misty Morning (3:15)
（作詞・作曲：原由子　編曲：桑田佳祐 & Head Arrangers）
5枚目シングル「横浜 Lady Blues」のカップリング曲。
4. 横浜 Lady Blues (3:47)
（作詞・作曲：桑田佳祐　編曲：桑田佳祐 & Head Arrangers）
5枚目シングル曲。
5. 新・野毛山模様 (4:19)
（作詞：桑田佳祐　作曲・編曲：桑田佳祐 & Head Arrangers）
6. 恋のメモリー：三昧編 (3:47)
（作詞・作曲：原由子　編曲：桑田佳祐 & Head Arrangers　管編曲：八木正生）
映画『1980アイコ十六歳』ED曲[注釈 1]。。
ベスト・アルバム『Loving You』にも収録されている。
7. 嵐の第三京浜 (3:53)
（作詞・作曲：原由子　編曲：桑田佳祐 & Head Arrangers）
8. 女優 (3:26)
（作詞：桑田佳祐　作曲：桑田佳祐 & 神山暁雄　編曲：桑田佳祐 & Head Arrangers）
後に増田惠子がカバー。
歌詞には“ヘイ・ヘイ・ホー”というフレーズが登場する。
9. 恋は、ご多忙申し上げます (4:14)
（作詞・作曲：桑田佳祐　編曲：桑田佳祐 & Head Arrangers）
4枚目シングル曲。
10. 冷たい月曜日 (3:54)
（作詞・作曲：斎藤誠　編曲：桑田佳祐 & Head Arrangers With 斉藤誠）
11. いちょう並木のセレナーデ (3:38)
（作詞・作曲：桑田佳祐　編曲：桑田佳祐 & Head Arrangers）
青山学院大学時代の原の思い出を内容にした楽曲[1]。
原の4作目のアルバム『婦人の肖像 (Portrait of a Lady)』の初回限定盤A・Bのみ封入されるDVD・Blu-ray『Harvest』には、2010年に鎌倉芸術館で開催されたライブ『原由子スペシャル『はらばん』鎌倉ライブ』での歌唱が収録されている[5]。
小沢健二は本楽曲へのリスペクトを込めて、同名のオリジナル曲を作った[6]。同曲は、1994年に発売された小沢の2枚目アルバム『LIFE』に収録されている。
12. ヨコハマ・モガ (4:15)
（作詞・作曲：桑田佳祐　編曲：桑田佳祐 & Head Arrangers）
シーナ&ザ・ロケッツの鮎川誠とのデュエット曲[1]。間奏ではドラマ風の2人のセリフ回しが聴ける。

## 参加ミュージシャン
- 桑田佳祐 & Head Arrangers
  - 原由子：Lead Vocals（#1～12）、Synthesizer（#5,7）
  - 桑田佳祐：Chorus（#1～12）、Acoustic Guitar（#8）
  - 原田末秋：Guitars（#1～12）
  - 中西康晴：Keyboards（#1～12）
  - 美久月千晴：Bass（#1～12）
  - 村上秀一：Drums（#1～12）
  - 神山暁雄：Synthesizer（#1～12）

| 夕方Friend - 野沢秀行：Percussions Rimbaud（ランボオ） - 野沢秀行：Percussions - 鈴木重男：Flute - 玉野グループ：Strings Misty Morning - 松田弘：Chorus 横浜 Lady Blues - 兼崎順一：Flugel Horn - 野沢秀行：Percussions - 斉藤誠：Chorus 新・野毛山模様 - 矢口博康：Sax 恋のメモリー：三昧編 - 武田和三グループ：Brass | 女優 - 松田弘：Percussions - 今野拓朗：Percussions 恋は、ご多忙申し上げます - 野沢秀行：Percussions 冷たい月曜日 - 斉藤誠：Guitars, Chorus いちょう並木のセレナーデ - 斉藤誠：Guitars - 八木のぶお：Harmonica - 野沢秀行：Percussions - 大森隆志：Chorus - 関口和之：Chorus - Amuse Young All Stars：Chorus ヨコハマ・モガ - 鮎川誠：Lead Vocals - 福森隆：Violin |